# Hulcze (wieś)
Hulcze – wieś w Polsce położona w województwie lubelskim, w powiecie hrubieszowskim, w gminie Dołhobyczów.
W latach 1951–1954 miejscowość była siedzibą gminy Hulcze. W latach 1975–1998 miejscowość administracyjnie należała do województwa zamojskiego. Od 1954 do 1972 funkcjonowała gromada Hulcze. 
Wieś stanowi sołectwo gminy Dołhobyczów. Według Narodowego Spisu Powszechnego (III 2011 r.) liczyła 363 mieszkańców i była trzecią co do wielkości miejscowością gminy. 
Wieś jest siedzibą rzymskokatolickiej parafii Najświętszego Serca Jezusowego. We wsi znajduje się Kościół pw. Najświętszego Serca Jezusa.

## Historia
Wieś z rodowodem sięgającym XV wieku. Notowana w roku 1449 jako Holczye. Nazwa wsi Hulcze występuje w roku 1578. W  Słowniku geograficznym Królestwa Polskiego z roku 1882, Hulcze lub Hulów wieś w ówczesnym powiecie sokalskim przy granicy Królestwa Polskiego. Właścicielem większego działu wsi był w II połowie XIX wieku Jan Krzyżanowski.

## Urodzeni w Hulczu
- Aleksander Bednawski (ur. 20 listopada 1813 w Hulczu, zm. 14 lipca 1901 w San Francisco) – uczestnik powstania listopadowego, publicysta
- Józef Greger (ur. 1880 w Hulczu, zm. 1947) – polski urzędnik skarbowy, współuczestniczył w przygotowaniach prawodawstwa skarbowego

## Galeria

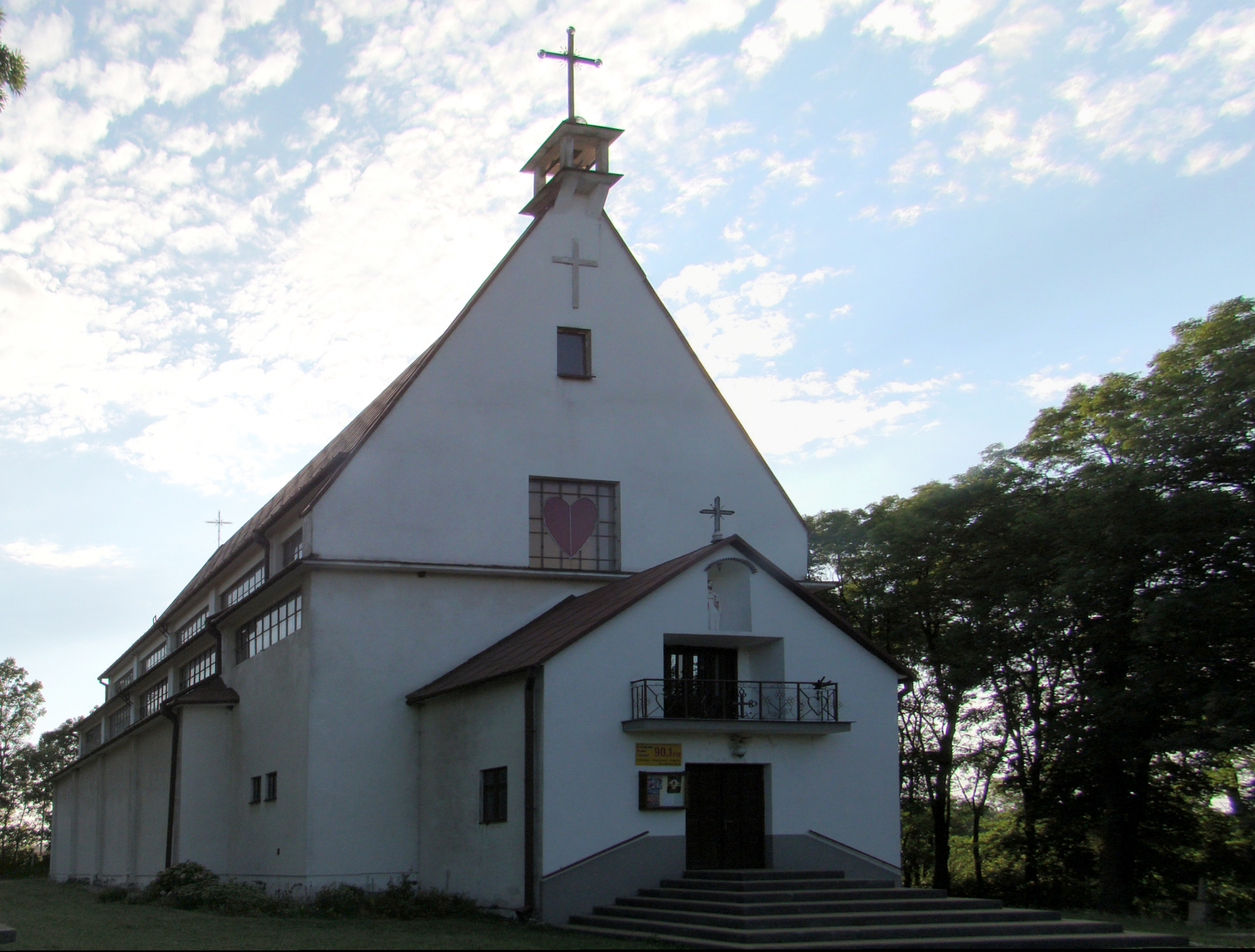
Kościół Najświętszego Serca Jezusa
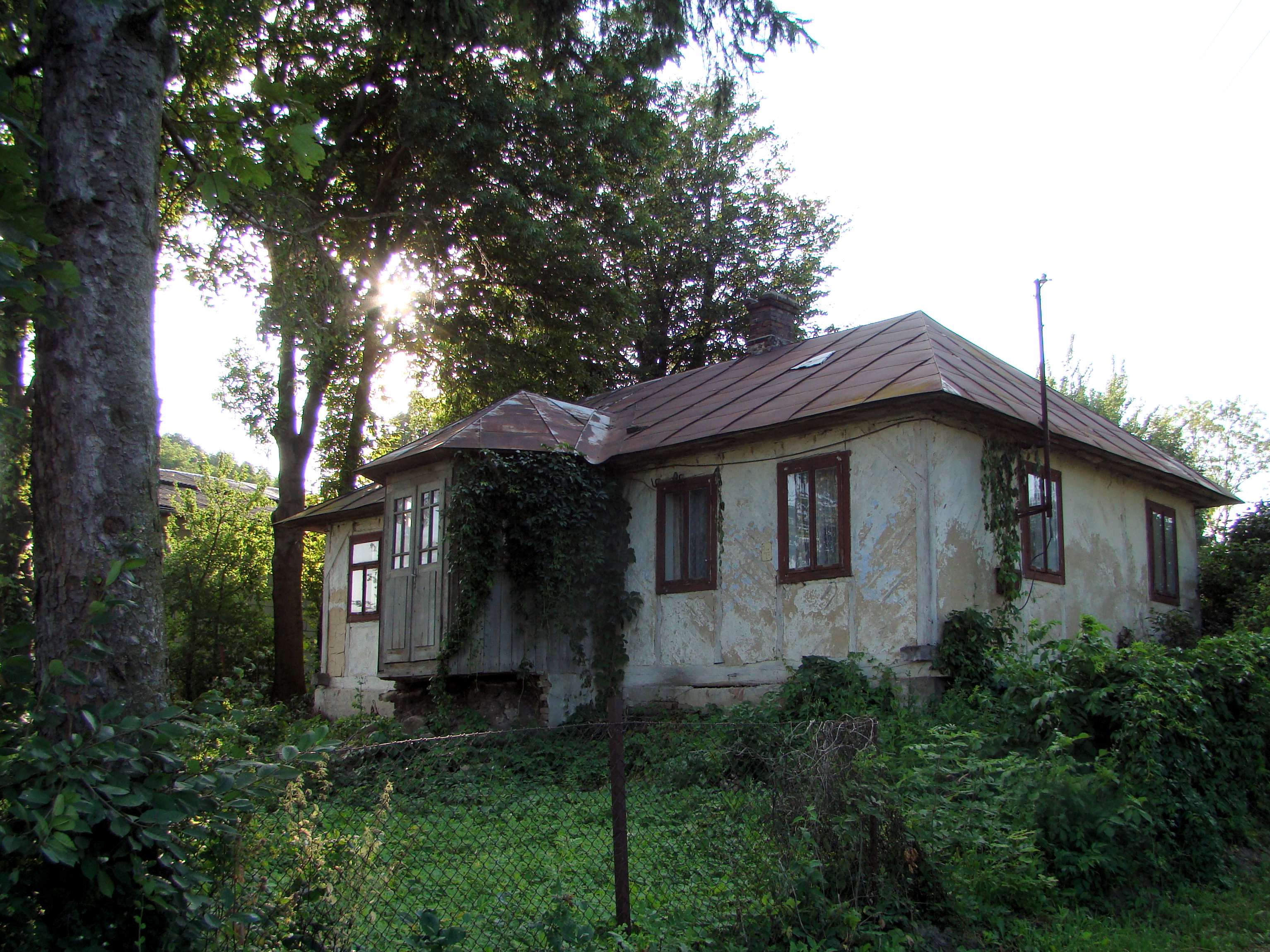
Stary dom